# Levate
Levate [leˈvaːte] (Leàt [lɛˈat] in dialetto bergamasco) è un comune italiano di 3 736 abitanti della provincia di Bergamo in Lombardia.
Situato nella pianura centrale bergamasca, dista circa 10 chilometri a sud dal capoluogo orobico.

## Storia

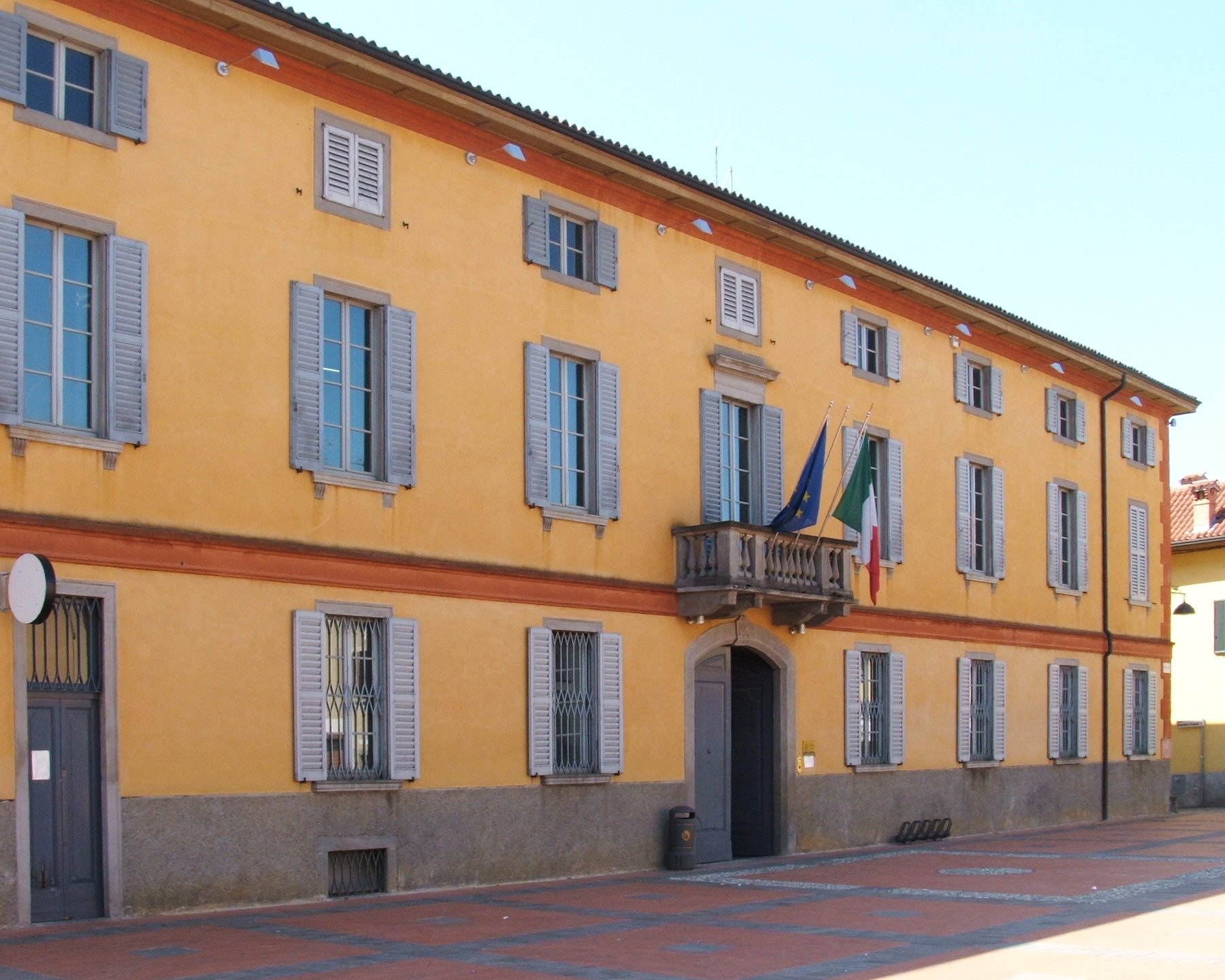
Il municipio.

I primi insediamenti abitativi sul territorio comunale sono molto antichi e risalgono all'epoca romana, come si evince da alcuni ritrovamenti archeologici consistenti in una necropoli ed annesso corredo funebre di età precristiana.
I reperti, venuti alla luce in una zona a nord del territorio comunale, rappresentano uno dei numerosi segni della presenza romana nella zona centro-occidentale della pianura bergamasca. Il termine della dominazione romana portò un periodo di spopolamento del territorio, dovuto all'instabilità data dalle invasioni barbariche e dalle cattive condizioni di vita.
La situazione cambiò radicalmente con l'arrivo del medioevo, epoca in cui vi fu un notevole incremento demografico che ebbe inizio con l'arrivo dei Franchi, i quali istituirono il Sacro Romano Impero. È a questo periodo che risale il primo documento in cui si attesta l'esistenza del toponimo: nell'anno 875 si cita il borgo di Lavate. L'origine etimologica pare risalire alla parola Law, derivante dal celtico acqua.
Questa tesi, oltre che ad anticipare i primi insediamenti all'epoca dei Galli Cenomani, indica un territorio sito in prossimità di corsi d'acqua, identificabili con il torrente Morla. Un'altra ipotesi vorrebbe far derivare il nome dal termine latino elevatum, che starebbe ad indicare un territorio posto in una posizione superiore rispetto al resto della bassa pianura.
I nuovi dominatori instaurarono il regime feudale, che ebbe grande sviluppo nella bergamasca e che caratterizzò una profonda instabilità politica e sociale, dovuta anche ai numerosi scontri tra le fazioni dei guelfi e dei ghibellini. Anche Levate visse questa situazione, tanto da doversi dotare di fortificazioni a scopo difensivo, come evidenziato dalla cinta muraria e dal fossato che proteggevano il borgo fin dal X secolo.
Il territorio comunale fu affidato inizialmente ai conti del comitato della città di Bergamo, ai quali subentrarono i monaci del capoluogo orobico. Nuovi cambi portarono il paese a schierarsi con la fazione ghibellina, fatto che causò ripetuti attacchi della fazione guelfa tra il 1405 e 1406, che misero a ferro e fuoco l'intero borgo.
La situazione ritornò alla tranquillità a partire dal 1428 quando, unitamente al resto della provincia bergamasca, venne posto sotto il dominio della Repubblica di Venezia, la quale emanò una serie di provvedimenti volti a migliorare la situazione sociale ed economica. Da quel momento pochi furono gli avvenimenti degni di nota, tra i quali si ricorda la costruzione, per opera di Bartolomeo Colleoni, di un canale irriguo nel 1472, ed alcuni saccheggi perpetrati dalle truppe francesi nel XVI secolo e da quelle tedesche nel XVIII secolo.
Per il resto Levate seguì le sorti politiche del resto della provincia, trasformandosi da centro rurale dedito all'agricoltura a piccolo centro industriale, con conseguente sviluppo demografico ed edilizio a partire dalla seconda metà del XX secolo.

### Simboli
Lo stemma del Comune di Levate è stato concesso con decreto del presidente della Repubblica del 28 marzo 2007.
Il gonfalone è un drappo di giallo.
Lo stemma, con minime differenze, è presente nello Stemmario del Camozzi del 1888. Il leone, simbolo degli abitanti di Levate, è rappresentato nell'atto di afferrare la lettera L, iniziale del Comune. Il capo d'oro con l'aquila di nero, simboleggia la fazione ghibellina del paese.

## Monumenti e luoghi d'interesse
Il paesaggio risulta essere fortemente caratterizzato dalla presenza di piccoli corsi d'acqua, quali la Morla e le rogge Morlana e Colleonesca, che regalano scorci suggestivi: al riguardo vi sono alcuni mulini, lavatoi ed abbeveratoi che sono una sorta di spaccato della vita rurale di un tempo passato.
A tal riguardo il comune è stato inserito nel Parco agricolo del Rio Morla e delle rogge, un PLIS che si prefigge di tutelare il corso del fiume Morla e delle rogge che compongono l'intricato sistema irriguo delle campagne.

L'edificio di maggior richiamo è indubbiamente la chiesa parrocchiale dei Santi Pietro e Paolo. Edificata nel 1746, consacrata nel 1754 dal Cardinale di Milano Giuseppe Pozzobonelli e restaurata più volte nei secoli successivi, presenta un campanile risalente al 1741, nonché un buon numero di opere pittoriche al proprio interno, eseguite da artisti locali.

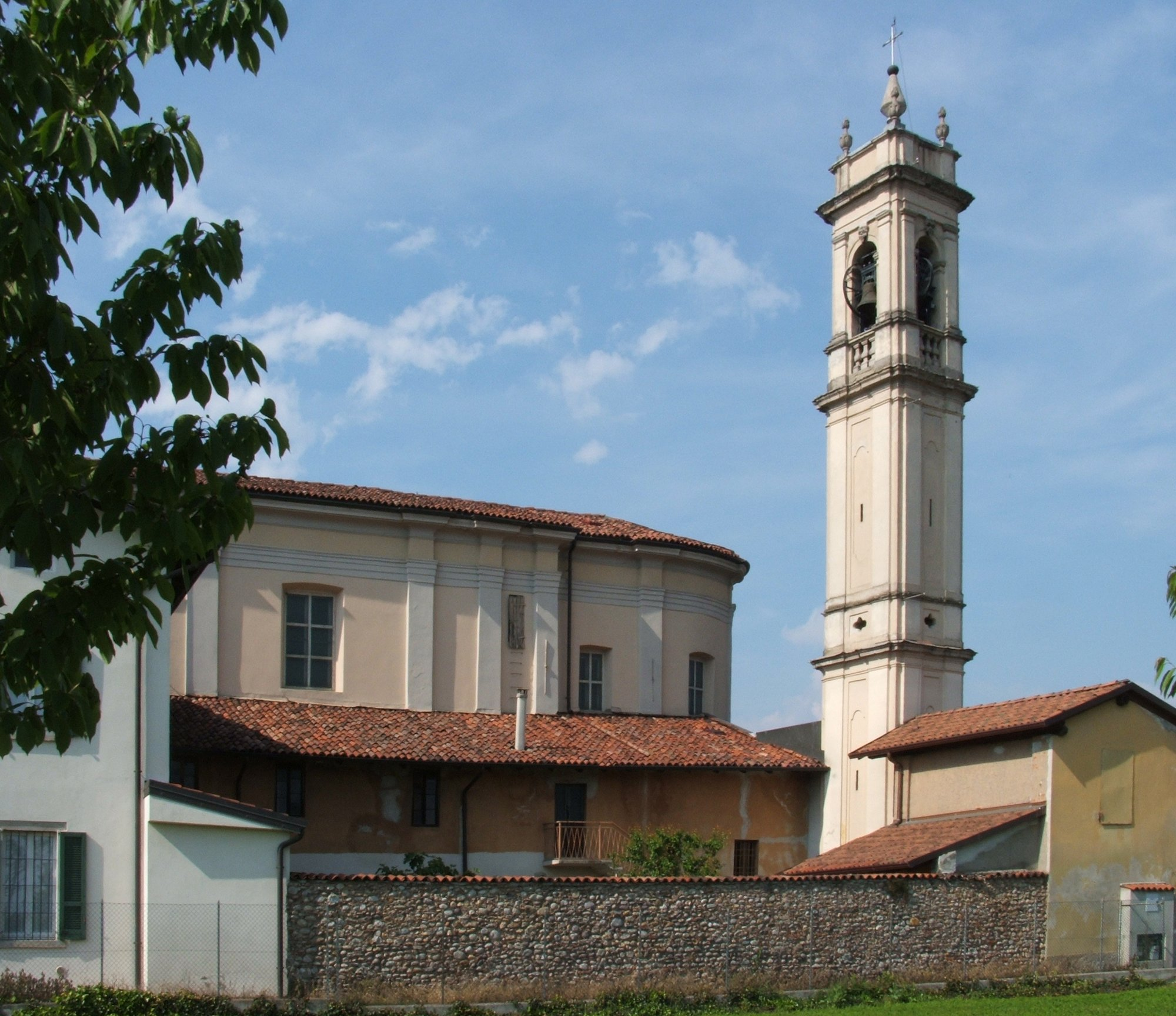
Santuario Madonna del Bailino.

Grande importanza riveste infine il santuario della Madonna del Bailino. L'attuale complesso è stato edificato nel 1774 probabilmente ampliando una costruzione precedente per la presenza di due affreschi stimati intorno al 1500. All'interno una statua della Madonna della fine del XV secolo e un pregevole organo Serassi del 1827. La Madonna di questo santuario è considerata protettrice delle gestanti probabilmente in virtù della rappresentazione della statua stessa nell'atto materno dell'allattamento, anche se non esistono documenti che ne spieghino il motivo esatto.

## Società

### Evoluzione demografica
Abitanti censiti

## Infrastrutture e trasporti
Dal 1880 al 1920 la località era servita da una fermata posta lungo la tranvia Lodi-Treviglio-Bergamo.
La fermata ferroviaria di Levate è servita a cadenza oraria (con rinforzi alla mezz’ora nelle ore di punta lavorative e scolastiche) da treni regionali Treviglio-Bergamo, svolti da Trenord sull’omonima linea nell'ambito del contratto di servizio stipulato con la Regione Lombardia.